# وابی-چا
وابی-چا (わび茶) یک سبک در مراسم چای ژاپنی است؛ این شیوه توسط سن نو ریکیو، تاکه‌نو جوئو و مبتکر آن موراتا جوکو اواخر قرون ۱۵ و ۱۶ میلادی شکل گرفته‌است.